# Öasjön, Västergötland
Öasjön är en sjö i Tibro kommun i Västergötland och ingår i Göta älvs huvudavrinningsområde. Sjön har en area på 0,0809 kvadratkilometer och ligger 166,9 meter över havet.

## Delavrinningsområde
Öasjön ingår i det delavrinningsområde (647567-140993) som SMHI kallar för Mynnar i Gärebäcken. Medelhöjden är 187 meter över havet och ytan är 8,05 kvadratkilometer. Det finns inga delavrinningsområden uppströms utan avrinningsområdet är högsta punkten. Vattendraget som avvattnar avrinningsområdet har biflödesordning 4, vilket innebär att vattnet flödar genom totalt 4 vattendrag innan det når havet efter 281 kilometer. Delavrinningsområdet består mestadels av skog (86 %). Avrinningsområdet har 0,08 kvadratkilometer vattenytor vilket ger det en sjöprocent på 1 %.